# Eugeniella
Eugeniella is een geslacht van korstmossen behorend tot de familie Byssolomataceae. De typesoort is Eugeniella psychotriae.

## Soorten
Volgens Index Fungorum bevat het geslacht 13 soorten (peildatum december 2021):
| Soortnaam              | Auteur(s)                           | Publicatiejaar |
| ---------------------- | ----------------------------------- | -------------- |
| Eugeniella atrichoides | (Malme) Lücking, Sérus. & Kalb      | 2008           |
| Eugeniella corallifera | (Lücking) Lücking, Sérus. & Kalb    | 2008           |
| Eugeniella farinosa    | P.M. McCarthy & Elix                | 2016           |
| Eugeniella leucocheila | (Tuck.) Lücking, Sérus. & Kalb      | 2008           |
| Eugeniella micrommata  | (Kremp.) Lücking, Sérus. & Kalb     | 2008           |
| Eugeniella newtoniana  | (Henriq.) Lücking, Sérus. & Kalb    | 2008           |
| Eugeniella nigrodisca  | M. Cáceres, D.S. Andrade & Aptroot  | 2013           |
| Eugeniella ortizii     | (Lücking) Lücking, Sérus. & Kalb    | 2008           |
| Eugeniella pacifica    | P.M. McCarthy & Elix                | 2019           |
| Eugeniella palleola    | Breuss & Lücking                    | 2015           |
| Eugeniella psychotriae | (Müll. Arg.) Lücking, Sérus. & Kalb | 2008           |
| Eugeniella usnica      | P.M. McCarthy & Elix                | 2016           |
| Eugeniella zeorina     | P.M. McCarthy & Elix                | 2019           |